# Août 1922

## Événements
- France : Man Ray photographie la collection d’été de Paul Poiret.
- Irak : le gouvernement de Fayçal malgré une virulente opposition locale, accepte la signature d’un traité avec le Royaume-Uni.
- Lituanie : l’assemblée constituante lituanienne qui siège depuis mai 1920 approuve une Constitution faisant du pays une république démocratique. Les groupes libéraux et conservateurs au Seimas se déchirent lors des deux années suivantes.

2 août : décès d'Alexander Graham Bell.
- 6 août : premiers essais de vols sans moteur près de Clermont-Ferrand.
- 6 - 12 aout : le 14e congrès mondial d’espéranto a lieu à Helsinki.
- 20 août : jeux Olympiques féminins au stade Pershing, à Paris.
- 22 août : le révolutionnaire irlandais Michael Collins est assassiné.
- 26 août (Turquie) : Mustafa Kemal lance son commandement « Soldat, votre objectif est la Méditerranée ».
- 30 août : les Grecs sont vaincus à la bataille de Dumlupinar dans la guerre gréco-turque.

## Naissances
- 4 août : Luis Aponte Martinez, cardinal portoricain, archevêque émérite de San Juan de Porto Rico († 10 avril 2012).
- 7 août : Helmut Kallmann, historien canadien.
- 9 août : Conchita Cintrón, rejoneadora péruvienne († 17 février 2009).
- 11 août : Mavis Gallant, écrivaine canadienne († 18 février 2014).
- 14 août : Frédéric Rossif, réalisateur français († 18 avril 1990).
- 18 août : 
  - Alain Robbe-Grillet, romancier français, académicien français (fauteuil 32) († 18 février 2008).
  - Mary Freeman-Grenville, une pair et femme politique britannique († 30 septembre 2012).
- 22 août : 
  - Micheline Presle, actrice française († 21 février 2024).
  - Ivry Gitlis, violoniste israélien († 24 décembre 2020).
  - William de Rham, cavalier suisse de saut d'obstacles.
- 23 août : 
  - Inge Deutschkron, écrivaine et journaliste germano-israélienne († 9 mars 2022).
  - Roland Dumas, homme politique français († 3 juillet 2024).
- 24 août : René Lévesque, homme politique et journaliste québécois († 1er novembre 1987).
- 31 août : Gianni Bertini, peintre italien († 8 juillet 2010).

## Décès
- 2 août : Alexandre Graham Bell, inventeur.
- 11 août : Dudley Hardy, peintre et illustrateur britannique (° 15 janvier 1867).
- 30 août : María Stagnero de Munar, pédagogue et féministe uruguayenne (° 1856).